# Anchistrocheles
De Anchistrocheles vormen een geslacht binnen de familie Bythocyprididae, een van de groepen Ostracoda of Mosselkreeftjes.

## Soorten
- A. acerosa
- A. angulata
- A. antemacella
- A. arcaforma
- A. barnharti
- A. bensoni
- A. bradyi
- A. fumata
- A. hartmanni
- A. mcquadei
- A. shinyangriensis
- A. tenera
- A. yamaguchii